# Incident de Wal Wal
L'incident de Wal Wal fa referència a una confrontació armada desenvolupada a Wal Wal, a la regió d'Ogaden de l'Imperi Etíop i en la qual s'enfrontaren forces governamentals etíops a tropes italianes recentment instal·lades. L'enfrontament va tenir lloc el 5 de desembre de 1934 i va desembocar en la Crisi Abissínia que va provocar, menys d'un any més tard, en un conflicte obert entre ambdós estats.

## Context, desenvolupament i conseqüències
Durant la dècada del 1930 el govern etíop, en plena centralització i reforçament de l'Estat, va posar l'accent en la seva presència militar a l'Ogaden, una regió del sude-st de l'Imperi. Paral·lelament, els italians, instal·lats a territori somali, van organitzar incessants incursions dins del territori etíop on finalment s'establiren durant aquest període. Aquests van expulsar les tropes imperials etíops. A començaments de l'any 1934, els etíops s'aproximaren als avançats italians, el que van suscitar les protestes de Roma, qui considerava que el seu territori era violat. No obstant això, els italians es negaven a delimitar concretament la frontera amb el seu veí per tal de mantenir-hi la seva presència. Aleshores Haile Selassie va enviar una comissió anglo-etíop encarregada de delimitar la frontera; va arribar el 22-23 de novembre de 1934 a Wal Wal.
Després d'alguns dies de tensió durant els quals els comandants de les dues forces es van mantenir cara a cara, es va produir un tiroteig el 5 de desembre de 1934. entre 15h30 et 17h30. Després de dos dies de combats, els etíops es retiraren davant l'avanç de l'aviació i dels blindats italians. Les forces de Haile Selassie perderen 130 homes mentre que els italians comptaren 30 morts i 100 ferits.
Itàlia immediatament imputa la responsabilitat sobre Etiòpia, inicialment es nega a presentar la controvèrsia a l'arbitratge i fins i tot exigeix una disculpa. Des d'un punt de vista estrictament legal, era erroni perquè Wa Wal es troba en un territori etíop. El cas fou presentat per Haile Selassie davant la Societat de Nacions que durant aquesta crisi diplomàtica mostrarà els límits de la seva acció. Durant el període de discussió, les dues parts es prepararen pel conflicte. Paule Henze creu que després Wal Wael, «Itàlia va ser impregnada amb un deliri nacionalkista que va ofegar la veu de la precaució i els temors del fracàs», accelerant així el procés que conduí al conflicte. Per a Harold Marcus, des del principi de la crisi, la guerra sembla inevitable, ja que Benito Mussolini ja hauria pres una decisió clara d'una guerra.
El 3'octubre de 1935, després del fracàs de totes les negociacions i discussions, Itàlia va envair Etiòpia, desencadenant el conflicte anunciada per l'incident de Wal Wal.